# Valeria Luperca
Valeria Luperca fu un personaggio semi-mitologico dell'Antica Roma, protagonista di una leggenda che ci è stata tramandata da Plutarco, nelle Vite parallele.
In una versione più tarda fornita da Giovanni Tzetzes viene chiamata Giulia Luperca.

## Il mito
Un giorno, nella città latina di Faleria, scoppiò una grave epidemia che portò numerose vittime; l'oracolo, consultato, rispose che la causa di ciò era dovuta alla dea Giunone, la quale esigeva per far cessare il flagello come pegno il sacrificio di una giovane vergine ogni anno.
Il sacrificio venne eseguito come ordinato, ma un anno i cittadini, riuniti in consiglio per scegliere la nuova vittima, stabilirono di inviare in sacrificio la giovane Valeria. 
La fanciulla, inginocchiatasi presso l'altare sacrificale, afferrò la spada e la tese per trafiggersi presso l'altare della dea, ma proprio in quell'istante, un'aquila, sopraggiunta dal cielo, le tolse di mano l'arma e fece cadere una pagliuzza vicino al martello rituale, che si trovava sull'altare. Mentre si allontanava, l'aquila abbandonò la spada su una giovenca che pascolava su di un campo vicino.
Appreso il significato di ciò, Valeria riprese la spada e sacrificò l'animale indicato; poi, raccolto il martello, lo riportò in città e, posatolo su molti dei malati a causa dell'epidemia, riuscì a guarirli.